# Barbus macrops
Barbus macrops es una especie de peces de la familia de los Cyprinidae en el orden de los Cypriniformes.

## Morfología
Los machos pueden llegar alcanzar los 9,8 cm de longitud total y els 8 g de pes.

## Hábitat
Es un pez de agua dulce.

## Distribución geográfica
Se encuentran en África.